# Astreosmilia connata
Astreosmilia connata är en korallart som beskrevs av Ortmann 1892. Astreosmilia connata ingår i släktet Astreosmilia och familjen Faviidae. Inga underarter finns listade i Catalogue of Life.